# Hombres (Tolkien)
Los hombres en las obras de J. R. R. Tolkien ambientadas en la Tierra Media son una de las «razas» que forman parte de los «hijos menores de Ilúvatar». Nacieron más tarde que los elfos, con la primera salida de Anar, el Sol, al comienzo de la Primera Edad del Sol.
Los elfos también los conocieron como edain (‘los segundos’ en sindarin, aunque este nombre después se aplicó solamente a los hombres que llegaron a Beleriand y se volvieron aliados de los elfos), atani (en quenya), hildor (‘seguidores’ o ‘llegados después’ en quenya), apanónar (‘nacidos después’ en quenya), engwar (‘enfermizos’ en quenya), fírimar (‘pueblo mortal’ en quenya), «usurpadores», «los de la mano torpe», «hijos del Sol», «temerosos de la noche», «malditos», «huéspedes inescrutables» y «forasteros».

## La libertad
La característica principal de los Hombres dada por Ilúvatar es el don de la libertad, acotada por Tolkien en dos aspectos:
- Que solo están un tiempo breve en el mundo y por tanto no están sujetos a él, como los Elfos, que viven tanto como vive el mundo; en otra palabras, la Muerte, que aunque tiene una denotación negativa para los hombres (por la acción de Morgoth), en realidad es la más grande expresión de la Libertad humana.
- Que tienen el poder de modelar y cambiar su propio destino, esto significa que pueden cambiar su propia historia cantada y preconcebida en La Gran Música de los Ainur durante la creación de Arda.

## Historia
Se cree que nacieron en Hildórien, en el momento en que salió el Sol por primera vez (y por única ocasión en el Occidente del mundo, lo que provocó que los pasos de los primeros hombres siempre estuvieran dirigidos en esa dirección).
Los Hombres se subdividieron en algún momento de su historia primera en dos ramas:
- los Hobbits, de mediana estatura, que llamaron al resto Gente Grande o Pueblo Grande.
- los Hombres, de estatura normal.

Los Hombres no hablan de sus primeros días, o tienen múltiples relatos, muy diferentes, sobre sus orígenes. En Beleriand, Andreth de la Casa de Bëor menciona a Finrod que su pasado no es importante, sin embargo se deja traslucir un temor a un error cometido por los Hombres en un principio. A partir de entonces, algunos de ellos se encaminaron hacia el Oeste.
En los Cuentos Inconclusos, se narra cómo un Elfo Oscuro, Nuin, descubre a los hombres aún dormidos en el valle de Murmenalda y despierta a dos de ellos, a los que llama Ermol y Elmir, para enseñarles el lenguaje y transmitirles conocimientos. De esta forma los Atani se convirtieron en discípulos y amigos de los Elfos Oscuros al despertar con la primera salida del sol. Sin embargo, Melkor envío espías y sirvientes, de entre los cuales el más importante era un tal Fukil o Fangil, para corromper a los hombres y enemistarlos con los elfos, consiguiéndolo en gran parte, de modo que poco después estalló una guerra entre elfos y Atani, llamada Batalla de Palisor, en la que pereció Nuin, y que se saldó con la derrota de los hombres corruptos, que "erraron por los bosques del sur y los desiertos del este, y se convirtieron en pueblos incultos y salvajes, que adoraban a Melkor y Fangil", probablemente los antepasados remotos de los Orientales u Hombres Cetrinos de Rhûn y Harad que hasta la Guerra del Anillo apoyaron a Melkor y Sauron, mientras los otros bajo el mando de Ermol que se habían mantenido fieles emigraron al oeste y con el tiempo llegarían incluso a Beleriand y trabarían amistad con los Noldor. [cita requerida]
El primer Elfo de Beleriand en conocer su existencia fue Finrod, a quien llamaron Nóm (que en la lengua de esos hombres significa Sabiduría), el Fiel y Amigo de los Hombres ya que dio su vida por defender a Beren cuando se encontraban en la búsqueda de uno de los Silmarils.
Al llegar a Beleriand, los Hombres llegaron divididos en Tres Casas:
- La Casa de Bëor o Primera Casa, de los hombres que conocieron a Finrod.
- La Casa de Haleth o Segunda Casa, que eran hombres del bosque. Iban acompañados también por los Drúedain.
- La Casa de Hador o Tercera Casa, que eran hombres guerreros y que se aliaron fuertemente con los hijos de Fingolfin.

De esta manera, se le conoció como Edain solamente a aquellos hombres que pertenecieran a alguna de estas tres casas. Posteriormente llegaron a Beleriand los Hombres Cetrinos, que no fueron considerados Edain.
Durante la Tercera Edad, los hombres conocidos como rohirrim participaron como aliados de un reino importante de los Edain. A los rohirrim se les puede considerar Edain ya que, según se sabe, estaban emparentados con los hombres de la Tercera Casa, pero nunca llegaron a Beleriand durante la Primera Edad.

## Reinos y territorios importantes
De los edain:
- Tres Casas de los Edain
  - Casa de Bëor
  - Casa de Haleth
  - Casa de Hador
  - Drúedain o woses
- Númenor
  - Gondor
  - Arnor
    - Arthedain
    - Cardolan
    - Rhudaur

  - Umbar
- Rhovanion
  - Esgaroth y Valle
  - Beórnidas y los hombres del Bosque Negro
  - Éothéod
    - Rohan

De otros hombres:
- Hobbits de la Comarca
- Dunlendinos de las Tierras Brunas
- Haradrim de Harad
- Hombres del Este de Rhûn, a los cuales pertenecen diversas razas de hombres como los orientales, los aurigas, o los balchoth
- Variags de Khand
- Lossoth de Forodwaith

## Algunos hombres y mujeres importantes
| - Aragorn - Beren - Bëor - Boromir - Denethor II - Eärendil - Elendil - Elros - Éomer |  | - Éowyn - Faramir - Halbarad - Hador - Isildur - Morwen - Ostoher - Théoden - Túrin |